# Fenilhidrazina
La fenilhidrazina es el compuesto químico con la fórmula C6H5NHNH2. A menudo se abrevia como PhNHNH2. También se encuentra en hongos comestibles.

## Propiedades
La fenilhidrazina forma prismas monoclínicos que se derriten en un aceite a temperatura ambiente que puede volverse de amarillo a rojo oscuro al exponerse al aire. Es miscible con etanol, éter dietílico, cloroformo y benceno. Es escasamente soluble en agua.

## Preparación
La fenilhidrazina se prepara oxidando la anilina con nitrito de sodio en presencia de cloruro de hidrógeno para formar la sal de diazonio, que posteriormente se reduce usando sulfito de sodio en presencia de hidróxido de sodio para formar el producto final.

## Historia
La fenilhidracina fue el primer derivado de hidracina caracterizado, informado por Hermann Emil Fischer en 1875. Lo preparó por reducción de una sal de fenildiazonio usando sales de sulfito. Fischer usó fenilhidrazina para caracterizar los azúcares mediante la formación de hidrazonas conocidas como osazonas con el aldehído del azúcar. También demostró en este primer artículo muchas de las propiedades clave reconocidas para las hidrazinas.

## Usos
La fenilhidracina se utiliza para preparar indoles mediante la "síntesis de indol de Fischer", que son productos intermedios en la síntesis de varios colorantes y productos farmacéuticos.
También se usa para formar fenilhidrazonas de mezclas naturales de azúcares simples para que los diferentes azúcares se puedan separar fácilmente entre sí.
Esta molécula también se utiliza para inducir anemia hemolítica aguda en modelos animales.

## Seguridad
La exposición a la fenilhidrazina puede causar dermatitis de contacto, anemia hemolítica y daño hepático.